# Riu de Cerdanya
Riu de Cerdanya ist eine Gemeinde (Municipio) mit 99 Einwohnern (Stand: 2024) in der Provinz Lleida in der Comarca Cerdanya in Spanien. Die Gemeinde wurde 1997 aus der Nachbargemeinde Bellver de Cerdanya herausgelöst.

## Lage
Riu de Cerdanya liegt etwa 130 Kilometer nordöstlich von Lleida und etwa 130 Kilometer nordnordwestlich von Barcelona in den Pyrenäen einer Höhe von ca. 1175 m nahe der Grenze zu Andorra und Frankreich. Der Segre begrenzt die Gemeinde im Süden.

## Einwohnerentwicklung
| 2001 | 2011 | 2021 |
| ---- | ---- | ---- |
| 81   | 113  | 93   |

## Sehenswürdigkeiten

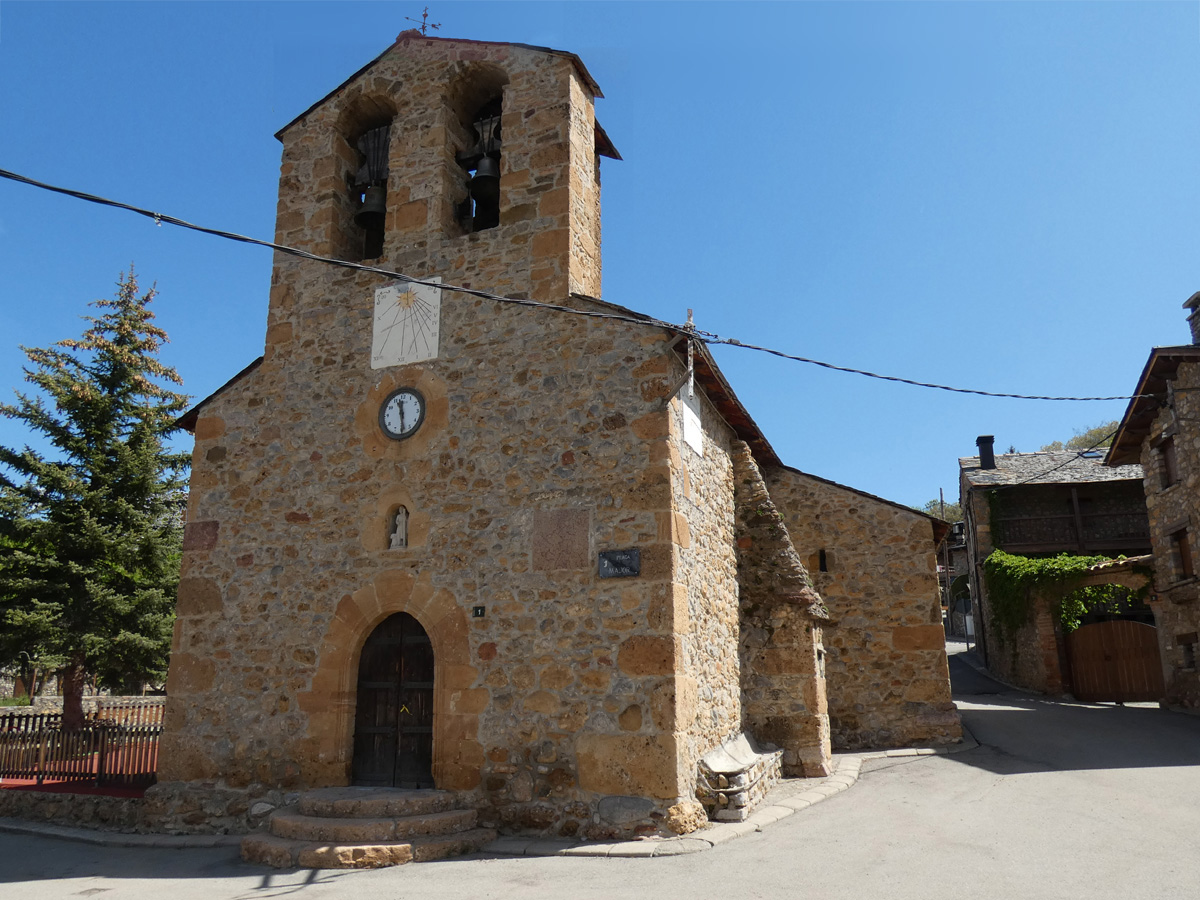
Johannes-der-Täufer-Kirche
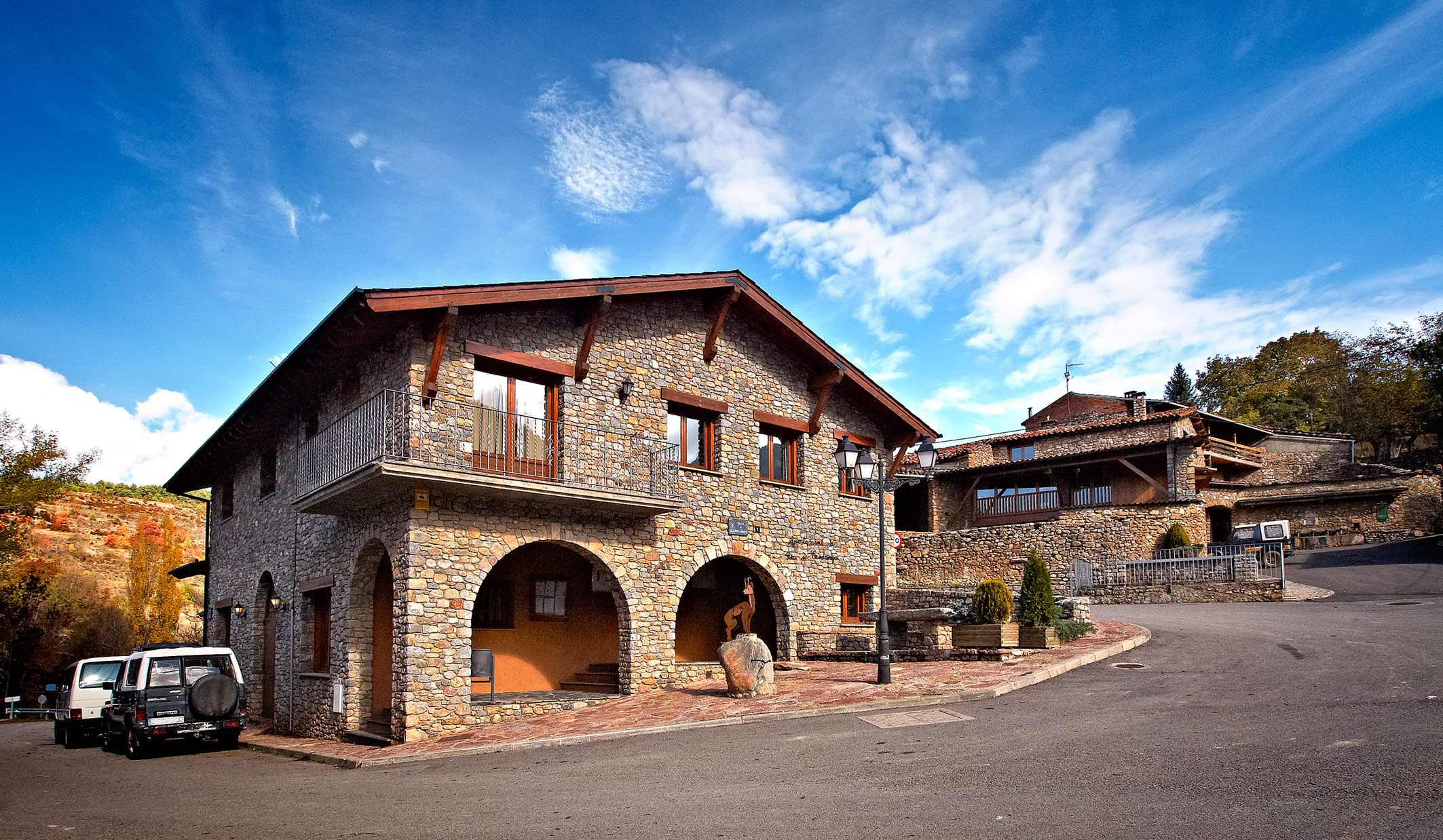
Rathaus

- Johannes-der-Täufer-Kirche
- Rathaus